# Тайожний (Лісний міський округ)
Тайо́жний (рос. Таёжный) — селище у складі Лісного міського округу Свердловської області.
Населення — 1218 осіб (2010, 1374 у 2002).
Національний склад станом на 2002 рік: росіяни — 91 %.